# Конка-делла-Кампанія
Конка-делла-Кампанія (італ. Conca della Campania) — муніципалітет в Італії, у регіоні Кампанія,  провінція Казерта.
Конка-делла-Кампанія розташована на відстані близько 140 км на південний схід від Рима, 60 км на північ від Неаполя, 45 км на північний захід від Казерти.
Населення — 1259 осіб (2014).

## Демографія
Населення за роками:

Станом на 1 січня 2023 року в муніципалітеті офіційно проживали 44 іноземці з 8 країн, серед них 25 громадян країн Євросоюзу та 1 громадянин України.

## Сусідні муніципалітети
- Галлуччо
- Марцано-Аппіо
- Міньяно-Монте-Лунго
- Презенцано
- Роккамонфіна
- Тора-е-Піччиллі